# Tecnologías de grabación de discos ópticos
Las grabadoras de CD y DVD tienen historia respecto a las tecnologías de grabación. Por lo general, las tecnologías actuales no son compatibles con las anteriores.
Existen dos métodos para grabar discos compactos:
- Disc At Once (DAO): este modo copia los contenidos en el disco en una sola pasada y permite escribir datos de audio en los pre-gaps entre las pistas. Esto permite grabar pistas introductorias que deben ser reproducidas antes de que comience cada pista. Un reproductor de CD dispara, al acabar una pista, un tiempo negativo que va disminuyendo hasta que empiece la siguiente pista. Esto permite grabar antes de la primera pista otra que esté escondida a la que sólo se puede acceder rebobinando desde la primera. También se usa para introducir una pista con gráficos o con texto en un CD de audio.

- Track At Once (TAO): este método de grabación para el láser de grabación cuando se acaba de escribir una pista y cuando se graban dos run-out-blocks. Cuando se graba la siguiente pista, se añaden dos run-in-blocks a un link block. Esta tecnología permite grabar datos y audio al mismo tiempo.

Para la grabación de DVD se utiliza la técnica Disc At Once. Todos los datos se escriben secuencialmente en el disco en una sesión sin interrupción. Los contenidos de arranque del disco están en un área introductoria. A estos le siguen los datos y una zona de finalización. La información se guarda en sectores de 2048 bytes y la dirección del primero comienza por 0.

## Overburning
Los fabricantes de CD dejan una zona extra de grabación del disco al final para que la cabeza lectora no se pase. Se puede grabar en esa zona con alguna grabadora y algún software concreto. Algunos lectores de CD-ROM permiten leer esta zona que los fabricantes de software utilizan para reducir costes de embalaje o para hacer copias de protección.

## Subdesbordamiento de búfer
El subdesbordamiento de búfer es un error de un mecanismo debido a la falta de datos para grabar en un momento dado durante el proceso de grabación. Antes, durante la grabación del CD se necesitaba un flujo constante de datos porque sino el láser grabador debía detenerse cuando no tenía información que plasmar en el CD. Si esto ocurría, el disco quedaba inservible. Por eso, se añadió a las grabadoras un búfer o una caché. Los datos originales se cargan en el búfer hasta llenarlo por completo. Cuando el búfer está lleno, comienza la grabación del CD pasando los datos del búfer al disco y renovando los datos ya grabados del búfer con nueva información. Así, si se corta el flujo de datos (por ejemplo, se activa el protector de pantalla), los datos se seguirán suministrando de la caché y el proceso de grabación aguantará unos segundos para que el disco reanude el flujo de datos. Si la memoria caché se vacía se produce un desbordamiento de búfer y el disco queda inservible. Esto puede ocurrir si la velocidad de procesamiento de la grabadora es mayor que la del dispositivo donde se encuentran los datos originales. El tiempo sin suministro de datos hasta que se vacía la memoria depende del tamaño del búfer.
Otra solución al problema del subdesbordamiento de búfer en el caso de usarse un medio regrabable (como CD-RW) es usar el sistema de archivos UDF que organiza los datos en pequeños paquetes referenciados con una tabla de direcciones modificable en poco tiempo de quemado.
Las regrabadoras actuales han añadido nuevas tecnologías para evitar el subdesbordamiento de búfer. Entre ellas están Burn Prof., Smart Burn y Just Link. Todas realizan lo mismo: cuando el búfer se vacía se hace una marca en el disco llamada GAP y cuando este búfer vuelve a llenarse reanuda la grabación en el punto donde quedó la marca. La introducción del GAP en el disco hace perder calidad a la grabación.

## Packet writing
Packet writing es una tecnología que permite usar los discos ópticos igual que un disquete de 3,5. Los paquetes escritos de los CD y DVD permiten al usuario acceder a los contenidos de un CD-R o un CD-RW directamente montados en un sistema de ficheros (Linux) o un identificador del dispositivo (Microsoft Windows). 
Los paquetes escritos pueden usarse con dispositivos de una sola escritura o de varias. A veces, los de una sola escritura no pueden recuperar el espacio una vez usado porque un fichero borrado no es espacio libre en el disco y un fichero modificado ocupa espacio extra y no se puede añadir nada más. Esto  permite que se puedan utilizar como dispositivos regrabables.
- Datos: Q3887667